# Синиша Синобад
Синиша Синобад (1910–1941) је био пилот-ловац Југословенског краљевског ратног ваздухопловства у чину – капетана I класе.
Био је припадник старе далматинске српске племићке породице – Синобад.

## Младост и школовање
Синиша је рођен у Книну 1. фебруара 1910. године који се тада налазио у Аустроугарској монархији (1867–1918).

Завршио је Војну академију 1931. године, а затим је прешао у ваздухопловство, где је зваршио Пилотску школу и обуку за ловца 1939. године у Мостару у Краљевини Југославији (1929–1945).

Априлски рат га је затекао на дужности командира у Ваздухопловној академији, одакле је одмах пребачен у 603. ваздухопловну групу Југословенског краљевског ратног ваздухопловства.

## Погибија
Погинуо је као припадник Позадинског ваздухопловства у нејасним околностима 16. априла 1941. године, после успешног полетања са Капина поља код Никшића, односно приликом лета над севером Краљевине Грчке, када је по једном извору због лоше видљивости (невремена и магле) ударио у планину Олимп, док је друга верзија да су авион оборили немачки ловци, а затим се летелица срушила у море.
Поред капетана Синобада, настрадали су и сви чланови посаде и путници, међу којима су били и ваздухопловни капетан II класе Димитрије С. Брајовић (1912–1941), гардијски пуковник Стојан Здравковић (1??? –1941), ваздухопловни мајор Ђорђе Станојловић (1904–1941), као и ваздухопловни наредници Стеван Вујаклија (1913–1941) и Данило Дејић (1911–1941). У овом удесу погинуо је као путник и знаменити историчар Владимир Ћоровић (1885–1941).
Синобадов авион је последњи од пет авиона који су узлетели тога дана, а по наређењу бригадног генерала Боривоја Ј. Мирковића (1884–1969).

## Тајна мисија на аеродрому Капина поље код Никшића
О мало познатим догађајима (од 16. априла 1941. године) на малом никшићком аеродрому, траг нам је оставио српски историчар Михаило Марић, који их овако описује на 76 страни своје књиге „Краљ и влада у емиграцији” (1966):

„Према Мирковићеву плану требало је да авиони, који одвезу прве путнике у Грчку, поново слете на никшићки аеродром. Очекивао је да ће сваки авион успети по неколико пута да превезе ‘живи товар’. Испред бараке стајала је удвостручена стража покрај двадесетак сандука. У њима је било злато, звечеће и у полугама. Пре но што авион крене, пилот се јављао лично генералу Мирковићу. Он је, онда, наређивао своме ађутанту да двојица стражара понесу, заједно с пилотом, бар по један сандук у авион који полеће. Сваки авион - један сандук најмање. Злато је довезено у Никшић претходне ноћи. У првој транспортној колони стигло је 166 сандука са око 8.300 килограма полуга, а у другој – 38 сандука са златом Народне банке у тежини од око 1.900 килограма. Међутим, из града на никшићки аеродром пренето је да се пребаци у иностранство само 20 сандука. За више – није било авиона.”